# To Die For (canção)
"To Die For" é uma canção do cantor britânico Sam Smith, contida em seu futuro terceiro álbum de estúdio. Smith co-escreveu a música ao lado de Jimmy Napes e Stargate. Foi lançada em 14 de fevereiro de 2020, através da Capitol Records.

## Antecedentes e promoção
Smith disse que eles escreveram a música em Los Angeles "durante um período de autodescoberta e culinária do coração". Foi escrito por Smith, Jimmy Napes , Stargate e produzido pelos dois últimos. Com duração de três minutos e treze segundos, é uma balada de piano. A música mostra o áudio do clássico filme cult de 2001, Donnie Darko.
Smith abriu uma loja de peruca pop-up chamado para a música na área do Soho de Londres, e cantou a música no The Graham Norton Show em 14 de fevereiro.

## Desempenho nas tabelas musicas
| Tabela musical (2020)                  | Melhor posição |
| -------------------------------------- | -------------- |
| Alemanha (Media Control Charts)        | 90             |
| Austrália (ARIA)                       | 15             |
| Bélgica (Ultratop 50) Flanders         | 42             |
| Bélgica (Ultratop 50) Wallonia         | 35             |
| Canadá (Canadian Hot 100)              | 56             |
| Canadá CHR/Top 40 (Billboard)          | 45             |
| Coreia do Sul (Gaon)                   | 39             |
| Croácia (HRT)                          | 31             |
| Escócia (Official Charts Company)      | 6              |
| Eslováquia (Singles Digitál Top 100)   | 52             |
| Estados Unidos (Billboard Hot 100)     | 46             |
| Estados Unidos (Adult Contemporary)    | 17             |
| Estados Unidos (Adult Top 40)          | 20             |
| Estados Unidos (Mainstream Top 40)     | 23             |
| Estados Unidos (Rolling Stone Top 100) | 30             |
| Estónia (Eesti Ekspress)               | 33             |
| Europa Digital Songs (Billboard)       | 11             |
| Irlanda (IRMA)                         | 21             |
| Malásia (RIM)                          | 20             |
| Noruega (VG-lista)                     | 34             |
| Nova Zelândia Hot Singles (RMNZ)       | 34             |
| Países Baixos (Dutch Top 40)           | 27             |
| Países Baixos (Single Top 100)         | 75             |
| Portugal (AFP)                         | 90             |
| Reino Unido (UK Singles Chart)         | 18             |
| Chéquia (Singles Digitál Top 100)      | 64             |
| Singapura (RIAS)                       | 18             |
| Suécia (Sverigetopplistan)             | 51             |
| Suíça (Schweizer Hitparade)            | 42             |